# Parti démocrate (Serbie)
Pour les articles homonymes, voir Parti démocrate.
Ne doit pas être confondu avec Parti démocrate de Serbie.
Le Parti démocrate (en serbe cyrillique : Демократска странка ; en serbe latin : Demokratska stranka ; en abrégé : DS) est un parti politique serbe. Sous sa forme actuelle, il a été fondé en 1990. Il a son siège à Belgrade et est présidé par Dragan Đilas,, le maire de Belgrade.
Membre observateur du Parti socialiste européen et membre de plein droit de l'Internationale socialiste, il se présente comme l'héritier et le continuateur de l'ancien Parti démocrate du royaume des Serbes, Croates et Slovènes, créé en 1919 et dissous en 1945.
C'est le parti du précédent président de la république de Serbie Boris Tadić et de l'ancien Premier ministre serbe et maire de Belgrade Zoran Đinđić, assassiné le 12 mars 2003. Avec 64 députés sur 250, il est actuellement le second parti en sièges du Parlement de Serbie, après le Parti radical serbe de Vojislav Šešelj. Il détient actuellement douze portefeuilles ministériels, dont ceux des finances, de la défense, de la justice et des Affaires étrangères, dans le Gouvernement de la Serbie présidé par Vojislav Koštunica. À la suite de la démission du gouvernement, consécutive à la crise politique provoquée par l'indépendance unilatérale du Kosovo, le Parti démocrate fait partie de la coalition « Pour une Serbie européenne » (en serbe : За европску Србију et Za evropsku Srbiju) aux élections législatives anticipées qui doivent avoir lieu le 11 mai 2008.

## Histoire

### Fondation

Ljubimir Davidović, premier président du parti.

Le Parti démocrate yougoslave (DS) a été créé le 16 février 1919 à Sarajevo, après la formation du royaume des Serbes, Croates et Slovènes. Il est né de la fusion du Parti radical autonome avec des partis croates et slovènes ; cette alliance créa le Parti démocrate, dans la ligne de pensée du social-libéralisme. Le premier président du parti fut Ljubomir Davidović (1863-1940), qui, en 1901, avait été un des fondateurs du Parti radical autonome et qui l'avait dirigé à partir de 1912 ; qui était aussi président de l'Assemblée nationale (en serbe : Народна скупштина et Narodna skupština) et maire de Belgrade.
Ljubomir Davidović fut premier ministre en 1919 et 1920, le Parti démocrate remportant le plus grand nombre de voix 19,9 % aux élections de 1920 ; Davidović occupa une nouvelle fois ce poste de mai à juillet 1924 ; aux élections de 1927, qui furent les dernières élections libres du royaume des Serbes, Croates et Slovènes, le Parti démocrate obtint 16,5 % des voix, contre 31,9 % pour le Parti national radical. Le 6 janvier 1929, le roi Alexandre Ier de Yougoslavie abolit la constitution et exerça le pouvoir en monarque absolu, changeant le nom du pays en celui de royaume de Yougoslavie. Ljubomir Davidović devint alors un des chefs de l'opposition.

Après la mort de Davidović, en 1940, Milan Grol (1876-1952) lui succéda à la tête du Parti démocrate. Grol, qui avait été député de 1925 à 1929 et ministre de l'Éducation en 1928 et 1929, exerça ensuite diverses fonctions ministérielles, dont celle de ministre des Affaires étrangères (de juin à août 1943) et celle de vice-Premier ministre (de mars à août 1945).
En 1941, le royaume de Yougoslavie fut occupé par les puissances de l'Axe. La plupart des chefs du Parti démocrate se réfugièrent alors en Angleterre. Ceux qui restèrent en Serbie se battirent contre l'occupant, soit dans le camp des tchetniks soit avec les Partisans communistes de Tito.
En 1945, le Parti appela au boycott des premières élections de la nouvelle république fédérative socialiste de Yougoslavie. Après les élections, le parti fut dissous par les communistes et ses membres furent poursuivis, notamment Milan Grol, qui fut arrêté et condamné à une lourde peine de prison.

### Refondation
Fin 1989, un groupe de 13 intellectuels, qui pensaient qu'il était possible de transformer la Yougoslavie communiste en une démocratie à l'Occidentale, décida de refonder l'ancien Parti démocrate. Ce comité fondateur tint une première conférence de presse le 11 décembre 1989, dans laquelle il affirmait son intention de recréer l'ancien parti et invitait tous les citoyens favorables à la démocratie à se joindre à cette entreprise. Parmi les treize signataires de cette première déclaration figuraient Kosta Čavoški, professeur de droit à l'université de Belgrade, l'écrivain Milovan Danojlić, mais aussi Zoran Đinđić, qui était docteur en philosophie, le poète et dissident Gojko Đogo, l'économiste Vladimir Gligorov, le sociologue Slobodan Inić et le journaliste Marko Janković. Vojislav Koštunica, Dragoljub Mićunović, l'écrivain Borislav Pekić, le philosophe Miodrag Perišić, le juriste Radoslav Stojanović et poète Dušan Vukajlović faisaient également partie de ce comité. Fin décembre 1989, ils étaient rejoints par neuf autres personnalités de premier plan : Vida Ognjenović, écrivain et directrice de théâtre, Ljubomir Tadić, philosophe, père du président Boris Tadić, Mirko Petrović, Đurđe Ninković, Nikola Milošević, écrivain et philosophe, Aleksandar-Saša Petrović, réalisateur et auteur du film J'ai même rencontré des tziganes heureux, Aleksandar Ilić, professeur de littérature à l'université de Belgrade, Vladan Vasilijević, spécialiste de droit criminel, et Zvezdana Popović.
L'assemblée fondatrice se réunit dans la salle du Dom omladina à Belgrade le 3 février 1990. Elle désigna Dragoljub Mićunović comme premier président du parti.

### Années 1990
En 1990, le Parti démocrate participa aux premières manifestations anti-gouvernementales et, aux élections législatives du 9 décembre 1990, les premières élections libres depuis 1945, il obtint 374 887 voix, soit 3,8 % des suffrages, ce qui lui valut sept sièges de députés sur 176 candidats présentés. En revanche, quelques jours avant les élections, un groupe de dix membres, conduits par l'académicien Nikola Milošević, quitta le parti pour créer le Parti libéral serbe.
Début 1992, le Parti démocrate lança une pétition demandant la démission du président Slobodan Milošević. En trois mois, cette pétition recueillit environ 840 000 signatures. Aux élections législatives de 1992, provoquées par la dissolution de la république fédérative socialiste de Yougoslavie, le parti démocrate obtint 196 347 voix, soit 4,16 % des suffrages, ce qui lui permit d'envoyer six députés au Parlement. Mais un certain nombre de désaccords existaient au sein du parti, notamment au sujet de la question nationale dans l'ex-Yougoslavie. Dans le contexte de la guerre de Croatie, commencée en août 1991, et de la guerre de Bosnie, commencée en avril 1992, certains dirigeants du parti considéraient que la question nationale ne constituait pas un problème de fond, qu'il s'agissait surtout d'une manipulation politique servant les intérêts des hiérarchies locales. Pour d'autres, comme Vojislav Koštunica, il s'agissait au contraire d'une question fondamentale, engageant la survie de la nation serbe. D'autre part, le Mouvement démocratique de Serbie (DEPOS), une coalition politique, avait été créée pour rassembler les forces d'opposition au régime en place. Pour le Parti démocratique, la question se posait de savoir s'il allait rejoindre ou non le Mouvement ; le Congrès de juin 1992 décida de maintenir le parti à l'écart de la coalition. Vojislav Koštunica quitta le parti et, en juillet 1992, il créa le Parti démocrate de Serbie, entraînant avec lui des personnalités importantes, comme Vladeta Janković, Đurđe Ninković, Draško Petrović, Mirko Petrović et Vladan Batić. À élection présidentielle anticipée du 20 décembre 1992, provoquée par les crises politiques que traversait le pays, le Parti démocrate, comme d'autres partis d'opposition, soutint la candidature de l'homme d'affaires Milan Panić, ce qui n'empêcha pas Slobodan Milošević de se faire réélire.
Le Parti démocrate participa également aux élections législatives anticipées du 19 décembre 1993. Avec 497 582 voix (11,6 % des suffrages), il enregistrait une nette progression ; ce succès lui permit de remporter 29 sièges au Parlement. Mais au même moment, des rivalités se jouaient à l'intérieur du parti. Au Congrès de janvier 1994, Dragoljub Mićunović fut écarté de la présidence et remplacé par Zoran Đinđić. Mićunović quitta alors le parti et, avec un groupe d'intellectuels de premier plan, il créa le Centre pour la démocratie, une organisation non-gouvernementale, qui avait comme but de favoriser le développement de la société civile et l'éducation civique, en vue de préparer des réformes politiques et sociales et, en 1996, il créa le Centre démocratique, un nouveau parti dont il fut élu président. De son côté, Đinđić fut élu maire de Belgrade le 21 février 1997, après plusieurs semaines de manifestations et de marches pacifiques qui fustigeaient les fraudes électorales de Slobodan Milošević et de ses amis ; il devenait ainsi le premier maire non communiste de la capitale serbe depuis la Seconde Guerre mondiale.

### Années 2020
Le 3 novembre 2023, à la suite des manifestations serbes de 2023, et en vue des élections législatives, DS signe avec les autres partis d'oppositions organisateur la formation de la coalition Serbie contre la violence.

## Programme
Pour les élections législatives de 2007, le programme du Parti démocrate, intitulé « Pour une vie meilleure » (en serbe : За бољи живот et Za bolji život), faisait état de neuf valeurs (ou ensemble de valeurs) centrales : la liberté, la justice, l'égalité politique et juridique, la solidarité et la justice sociale, la responsabilité, la sécurité, la culture, la créativité et la tolérance.

## Organisation

### Anciens présidents (depuis 1990)
| Président                    | Photo | Naissance-Décès | Début de mandat  | Fin de mandat            |
| ---------------------------- | ----- | --------------- | ---------------- | ------------------------ |
| Dragoljub Mićunović          |       | 1930–           | 3 février 1990   | 25 janvier 1994          |
| Zoran Đinđić                 |       | 1952–2003       | 25 janvier 1994  | 12 mars 2003 (assassiné) |
| Zoran Živković (par intérim) |       | 1960–           | 18 mars 2003     | 23 février 2004          |
| Boris Tadić                  |       | 1958–           | 23 février 2004  | 25 novembre 2012         |
| Dragan Đilas                 |       | 1967–           | 25 novembre 2012 | en fonction              |

### Organisation actuelle (depuis 2012)
- Assemblée
- Comité central
- Présidence[15]
  - Dragan Đilas, président
  - Boris Tadić, président honoraire
  - Bojan Pajtić, vice-président
  - Nataša Vučković, présidente adjointe
  - Jovan Marković, président adjoint
  - Vesna Martinović, présidente adjoint
  - Dejan Nikolić, président adjoint
  - Miodrag Rakić, président adjoint
  - Goran Ćirić, président adjoint
  - Marko Đurišić, secrétaire de la présidence
  - Dragoljub Mićunović, président du conseil politique
  - Goran Bogdanović, président du conseil pour le Kosovo et la Métochie
  - Miroslav Vasin, président du conseil pour la Voïvodine
  - Aleksandar Šapić, président du conseil pour la Ville de Belgrade
  - Dušan Obradović, président du conseil pour la ville de Kragujevac
  - Igor Pavličić, président du conseil pour la ville de Novi Sad
  - Borislav Stefanović, président du groupe parlement à l'Assemblée de Serbie
  - Gordana Čomić, présidente du conseil des femmes
  - Balša Božović, secrétaire général et président de la Jeunesse démocratique
  - Dušan Elezović, président du conseil d'administration
  - Tamara Tripić, secrétaire du parti
  - Jelena Trivan, secrétaire internationale
  - Cvijo Babić, président du district de Belgrade-ouest
  - Danilo Bašić, président du district de Belgrade-est
  - Slađan Bogdanović, président du district de Zaječar
  - Saša Vučinić, président du conseil du district de Bačka septentrionale
  - Željko Dvožak, président du conseil du district de Bačka occidentale
  - Darko Domanović, président du conseil du district de Moravica
  - Stevan Đaković, président du conseil du district de Rasina
  - Goran Ješić, président du conseil du district de Syrmie
  - Ivan Jovanović, président du conseil du district de Raška
  - Slobodan Kocić, président du conseil du district de Jablanica
  - Miroslav Krišan, président du conseil du district du Banat méridional
  - Vladimir Krstin, président du conseil du district de Podunavlje
  - Vladimir Lalić, président du conseil de Belgade-nord
  - Marija Leković, présidente du conseil de Belgrade-sud
  - Boban Lepojević, président du conseil du district de Toplica
  - Dragan Milenković, président du conseil du district du Banat central
  - Dušan Milisavljević, président du conseil du district de Nišava
  - Milovan Mićović, président du conseil du district de Zlatibor
  - Dragoslav Nikolić, président du conseil du district de Podrinje
  - Branko Ninić, président conseil de Kosovo et Métochie-nord
  - Srđan Pavlović, président du conseil du district de Pirot
  - Esidol Perić, président du conseil du district de Braničevo
  - Dragica Petrović, présidente du conseil du district de Mačva
  - Dragan Popović, président du conseil du district de Bor
  - Zoran Rajović, président du conseil du district de Šumadija
  - Goran Stefanović, président du conseil du district de Pčinja
  - Predrag Stojković, président du conseil de Kosovo et Métochie-sud
  - Ana Tomanova Makanova, présidente du conseil du district de Bačka méridionale
  - Tamaš Tot, président du conseil du district du Banat septentrional
  - Bratislav Trifunović, président du conseil du district de Pomoravlje
  - Milan Urošević, président du conseil du district de Kolubara
  - Đorđe Belamarić, coordinateur du centre de formation du DS
  - Božidar Đelić
  - Aleksandra Jerkov, porte-parole
  - Milica Delević
  - Oliver Dulić
  - Andreja Katančević
  - Zlatan Krkić
  - Snežana Malović
  - Predrag Milanović
  - Ružica Pavlović Đinđić
  - Milojko Pantelić
  - Slobodan Pejić
  - Aleksandar Senić
  - Miloš Simonović
  - Miodrag Stojković
  - Vladimir Todorić
  - Dragoslav Ćirković
- Conseil d'administration
- Commission statutaire
- Conseil de surveillance
- Conseil politique
- Conseil d'éthique
- Commission électorale centrale
- Forum des femmes
- Jeunesse démocrate

## Adhérents
En mars 2007, le Parti démocrate comptait 130 833 adhérents, dont 42 547 femmes, 88 286 hommes et 35 405 membres de la Jeunesse démocrate. Ils étaient regroupés dans 24 comités de districts, 4 comités urbains (Belgrade, Kragujevac, Niš et Novi Sad) et 183 comités municipaux.

## Groupes parlementaires (2002)

### Assemblée nationale de la république de Serbie
En 2012, le groupe parlementaire du Parti démocrate à l'Assemblée nationale de la république de Serbie compte 45 députés (sur 250) :
| - Goran Bogdanović - Balša Božović - Gordana Čomić - Milica Delević - Božidar Đelić - Vladimir Gordić - Biljana Hasanović Korać - Slobodan Homen - Vuk Jeremić - Jovana Joksimović - Vladimir Jovanović - Branka Karavidić | - Ivan Karić (ZS) - Nada Kolundžija - Nenad Konstantinović - Branislav Krekić - Petar Kuntić (DSHV) - Siniša Lazić - Ljiljana Lučić - Vesna Marjanović - Jovana Mehandžić - Dragoljub Mićunović - Srđan Miković - Dušan Milisavljević | - Srđan Milivojević - Radoslav Milovanović - Milan Mirosavljević - Gorica Mojović - Dejan Nikolić - Dušan Obradović - Ljuban Panić - Boris Ranković - Konstantin Samofalov - Aleksandar Senić - Živojin Stanković - Borislav Stefanović, président | - Miodrag Stojković - Dragan Šutanovac - Tamara Tripić - Jelena Trivan - Janko Veselinović, vice-président - Maja Videnović - Teodora Vlahović - Nataša Vučković |

### Assemblée de la province autonome de Voïvodine
À l'Assemblée de la province autonome de Voïvodine, le groupe parlementaire Un choix pour une vie meilleure, emmené par le Parti démocrate dispose de 59 députés (sur 120).
| - Borislav Novaković, président - Tamás Tóth, vice-président - Petar Andrejić - Jelena Balašević - Predrag Berić - István Biró - Sofija Bolinovska - Nenad Borović - Bohuš Ján - Srboljub Bubnjević - Željko Vidović - Danilo Višnjevac - Ilija Vojinović - Milivoj Vrebalov - Darko Vukoje | - Miloš Gagić - Aleksandar Grmuša - Branislav Damjanov - Tanja Dokmanović - Anikó Zsíros-Jankelić - Srđan Zavišin - Slobodan Zlokolica - Martin Zloh - Pero Zubac - Dušan Inđić - Jovan Janjić - Nikola Jaramazović - Zoran Jeličić - Zoran Jovanović - Daniel Kovačić | - Neđeljko Konjokrad - Veljko Krstonošić - Života Lazarević - Svetlana Lukić–Petrović - Živko Marković - Mata Matarić - Predrag Mijić - Ivana Milić - Stevica Nazarčić - Tihomir Nežić - Slavko Parać - Goran Paunović - Slavko Rac - Lazar Račić - Igor Salak | - Róbert Szántó - Sava Svirčević - Gyöngyi Szőllősi - Strahinja Simović - Zoran Tanasković - Jovan Tišma - József Tóbiás - Ana Tomanova Makanova - Bogdan Travica - Ilija Ćosić - Daniel Ungur - Branislav Filipović - Predrag Cvitanović - Željko Crnogorac |